# シャンベラ
シャンベラ（フランス語: Chambérat ）は、フランスで生産される、牛乳を原料とした非加熱非圧縮タイプのチーズ。オーヴェルニュ地域圏のアリエ県にあるシャンベラ (fr:Chambérat)で生産される。
1742年にすでに存在していたとも言われるが、その後一時期製造は途絶えていた。AOC認定は受けておらず、1997年6月13日に申請がなされている。年間生産量は2013年時点で40トンほどである。基本的に夏の時期8月15日の後、村の市場で売られるのみであったが、2013年現在はフランス国内の他の地域へも販路を広げているという。
色は黄色で、ナッツの風味が感じられる。大きさは農家製のものでは直径18cmで高さは5cm、重量1400gほどであるが、工場製のものは直径14cmで高さは3cm、重量600gと小ぶりである。